# Vilmer Rönnberg
Vilmer Johannes Rönnberg, född 28 mars 2002, är en svensk fotbollsspelare som spelar för finländska VPS.

## Karriär
Rönnberg började spela fotboll i Enskede IK som sexåring. Han debuterade som 16-åring för A-laget i Division 2 2018. Rönnberg gick sommaren 2019 till Hammarby IF U17-lag. Under säsongen 2022 spelade han 16 matcher för Hammarby TFF i Ettan Norra.
I december 2022 värvades Rönnberg av Varbergs BoIS. Han gjorde allsvensk debut den 3 april 2023 i en 2–2-match mot Mjällby AIF. I februari 2024 värvades Rönnberg av färöiska B36 Tórshavn, där han skrev på ett ettårskontrakt.
Den 6 november 2024 värvades Rönnberg av finländska VPS, där han skrev på ett tvåårskontrakt med option på ytterligare ett år.